# NWFL Regional 2023
La NWFL Regional 2023 è  il campionato di football americano femminile di secondo livello, organizzato dalla BAFA.

## Squadre partecipanti
| Club                   | Città         | Stadio | Sponsor ufficiale | Risultato nella stagione 2022 |
| ---------------------- | ------------- | ------ | ----------------- | ----------------------------- |
| Cardiff Valkyries      | Cardiff       |        |                   |                               |
| Cheshire Bears         | Tattenhall    |        |                   |                               |
| East Kilbride Pirates  | East Kilbride |        |                   |                               |
| Hertfordshire Cheetahs | St Albans     |        |                   |                               |
| Kent Exiles            | Chislehurst   |        |                   |                               |
| Leicester Falcons      | Quorn         |        |                   |                               |
| Manchester Titans      | Manchester    |        |                   |                               |
| Norwich Devils         | Norwich       |        |                   |                               |
| Solent Thrashers       | Southampton   |        |                   |                               |
| Teesside Steelers      | Billingham    |        |                   |                               |

## Stagione regolare

### Calendario

#### 1ª giornata
| Havant 3 giugno 2023, ore 12:00 | Solent Thrashers | 34 – 18 | Cardiff Valkyries | Hook's Lane |

| Havant 3 giugno 2023, ore 12:00 | Cardiff Valkyries | 12 – 24 | Leicester Falcons | Hook's Lane |

| Havant 3 giugno 2023, ore 16:00 | Solent Thrashers | 30 – 12 | Leicester Falcons | Hook's Lane |

#### 2ª giornata
| Norwich 10 giugno 2023, ore 12:00 | Norwich Devils | – | Hertfordshire Cheetahs | Pound Lane |

| Norwich 10 giugno 2023, ore 12:00 | Kent Exiles | – | Hertfordshire Cheetahs | Pound Lane |

| Norwich 10 giugno 2023, ore 16:00 | Norwich Devils | – | Kent Exiles | Pound Lane |

#### 3ª giornata
| Manchester 17 giugno 2023, ore 12:00 | East Kilbride Pirates | – | Teesside Steelers | Belle Vue Sports Village |

| Manchester 17 giugno 2023, ore 12:00 | Manchester Titans | – | Cheshire Bears | Belle Vue Sports Village |

| Manchester 17 giugno 2023, ore 14:00 | Cheshire Bears | – | Teesside Steelers | Belle Vue Sports Village |

| Manchester 17 giugno 2023, ore 14:00 | Manchester Titans | – | East Kilbride Pirates | Belle Vue Sports Village |

#### 4ª giornata

##### Bowl di Tattenhall
| Tattenhall 1º luglio 2023, ore 12:00 | Cheshire Bears | – | East Kilbride Pirates | Tattenhall Recreation Club |

| Tattenhall 1º luglio 2023, ore 12:00 | Teesside Steelers | – | Manchester Titans | Tattenhall Recreation Club |

| Tattenhall 1º luglio 2023, ore 14:00 | Cheshire Bears | – | Manchester Titans | Tattenhall Recreation Club |

| Tattenhall 1º luglio 2023, ore 14:00 | Teesside Steelers | – | East Kilbride Pirates | Tattenhall Recreation Club |

##### Bowl di Penarth
| Penarth 1º luglio 2023, ore 12:00 | Cardiff Valkyries | – | Leicester Falcons | St Cyres School |

| Penarth 1º luglio 2023, ore 14:00 | Solent Thrashers | – | Leicester Falcons | St Cyres School |

| Penarth 1º luglio 2023, ore 16:00 | Cardiff Valkyries | – | Solent Thrashers | St Cyres School |

##### Bowl di Watford
| Watford 1º luglio 2023, ore 12:00 | Hertfordshire Cheetahs | – | Kent Exiles | Sun Postal Sports and Social Club |

| Watford 1º luglio 2023, ore 14:00 | Norwich Devils | – | Kent Exiles | Sun Postal Sports and Social Club |

| Watford 1º luglio 2023, ore 16:00 | Hertfordshire Cheetahs | – | Norwich Devils | Sun Postal Sports and Social Club |

#### 5ª giornata

##### Bowl di Giffnock
| Giffnock 15 luglio 2023, ore 12:00 | East Kilbride Pirates | – | Manchester Titans | Glasgow Hutchesons Aloysians RFC |

| Giffnock 15 luglio 2023, ore 12:00 | Teesside Steelers | – | Cheshire Bears | Glasgow Hutchesons Aloysians RFC |

| Giffnock 15 luglio 2023, ore 14:00 | East Kilbride Pirates | – | Cheshire Bears | Glasgow Hutchesons Aloysians RFC |

| Giffnock 15 luglio 2023, ore 14:00 | Manchester Titans | – | Teesside Steelers | Glasgow Hutchesons Aloysians RFC |

##### Bowl di Kirby Muxloe
| Kirby Muxloe 15 luglio 2023, ore 12:00 | Leicester Falcons | – | Solent Thrashers | Leicester Forest RFC |

| Kirby Muxloe 15 luglio 2023, ore 14:00 | Cardiff Valkyries | – | Solent Thrashers | Leicester Forest RFC |

| Kirby Muxloe 15 luglio 2023, ore 16:00 | Leicester Falcons | – | Cardiff Valkyries | Leicester Forest RFC |

##### Bowl di West Wickham
| West Wickham 1º luglio 2023, ore 14:00 | Kent Exiles | – | Norwich Devils | Beccehamian Rugby Club |

| West Wickham 15 luglio 2023, ore 14:00 | Hertfordshire Cheetahs | – | Norwich Devils | Beccehamian Rugby Club |

| West Wickham 15 luglio 2023, ore 16:00 | Kent Exiles | – | Hertfordshire Cheetahs | Beccehamian Rugby Club |

#### 6ª giornata

##### Bowl di Billingham
| Billingham 29 luglio 2023, ore 12:00 | Manchester Titans | – | East Kilbride Pirates | Grenwood Road |

| Billingham 29 luglio 2023, ore 12:00 | Teesside Steelers | – | Cheshire Bears | Grenwood Road |

| Billingham 29 luglio 2023, ore 14:00 | Cheshire Bears | – | Manchester Titans | Grenwood Road |

| Billingham 29 luglio 2023, ore 14:00 | Teesside Steelers | – | East Kilbride Pirates | Grenwood Road |

##### Bowl di Penarth
| Penarth 29 luglio 2023, ore 12:00 | Cardiff Valkyries | – | Hertfordshire Cheetahs | St Cyres School |

| Penarth 29 luglio 2023, ore 14:00 | Solent Thrashers | – | Hertfordshire Cheetahs | St Cyres School |

##### Bowl di Norwich
| Norwich 29 luglio 2023, ore 12:00 | Kent Exiles | – | Leicester Falcons | Pound Lane |

| Norwich 29 luglio 2023, ore 12:00 | Norwich Devils | – | Leicester Falcons | Pound Lane |

### Classifiche
Le classifiche della regular season sono le seguenti.
- PCT = percentuale di vittorie, G = partite giocate, V = partite vinte,  P = partite perse, PF = punti fatti, PS = punti subiti

#### North
| Pos. | Squadra               | PCT  | G | V | N | P | PF | PS |
| ---- | --------------------- | ---- | - | - | - | - | -- | -- |
| 1    | Cheshire Bears        | .000 | 0 | 0 | 0 | 0 | 0  | 0  |
| 2    | East Kilbride Pirates | .000 | 0 | 0 | 0 | 0 | 0  | 0  |
| 3    | Manchester Titans     | .000 | 0 | 0 | 0 | 0 | 0  | 0  |
| 4    | Teesside Steelers     | .000 | 0 | 0 | 0 | 0 | 0  | 0  |

#### Central
| Pos. | Squadra           | PCT   | G | V | N | P | PF | PS |
| ---- | ----------------- | ----- | - | - | - | - | -- | -- |
| 1    | Solent Thrashers  | 1.000 | 2 | 2 | 0 | 0 | 64 | 30 |
| 2    | Leicester Falcons | .500  | 2 | 1 | 0 | 1 | 36 | 42 |
| 3    | Cardiff Valkyries | .000  | 2 | 0 | 0 | 2 | 30 | 58 |

#### South
| Pos. | Squadra                | PCT  | G | V | N | P | PF | PS |
| ---- | ---------------------- | ---- | - | - | - | - | -- | -- |
| 1    | Hertfordshire Cheetahs | .000 | 0 | 0 | 0 | 0 | 0  | 0  |
| 2    | Kent Exiles            | .000 | 0 | 0 | 0 | 0 | 0  | 0  |
| 3    | Norwich Devils         | .000 | 0 | 0 | 0 | 0 | 0  | 0  |

## Playoff

### Tabellone
|  | Semifinali | Semifinali | Semifinali |  |  | Championship Final | Championship Final | Championship Final |  |
|  |            |            |            |  |  |                    |                    |                    |  |
|  | TBD        |            |            |  |  |                    |                    |                    |  |
|  |            |            |            |  |  |                    |                    |                    |  |
|  | TBD        |            |            |  |  |                    |                    |                    |  |
|  |            | TBD        |            |  |  |                    |                    |                    |  |
|  |            |            |            |  |  |                    |                    |                    |  |
|  |            |            | TBD        |  |  |                    |                    |                    |  |
|  | TBD        |            |            |  |  |                    |                    |                    |  |
|  |            |            |            |  |  |                    |                    |                    |  |
|  | TBD        |            |            |  |  |                    |                    |                    |  |

### Semifinali
| 2023 | TBD | – | TBD |  |

| 2023 | TBD | – | TBD |  |

### Championship Final
| 2023 | TBD | – | TBD |  |